# Mi-parti (Лютославский)

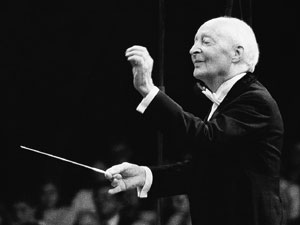
Витольд Лютославский за дирижёрским пультом

Mi-parti — пьеса для симфонического оркестра польского композитора Витольда Лютославского, написанная в 1975—1976 годах по заказу для амстердамского оркестра Консертгебау. Первое исполнение прошло 22 октября 1976 года в Роттердаме под руководством самого композитора. 

## Создание

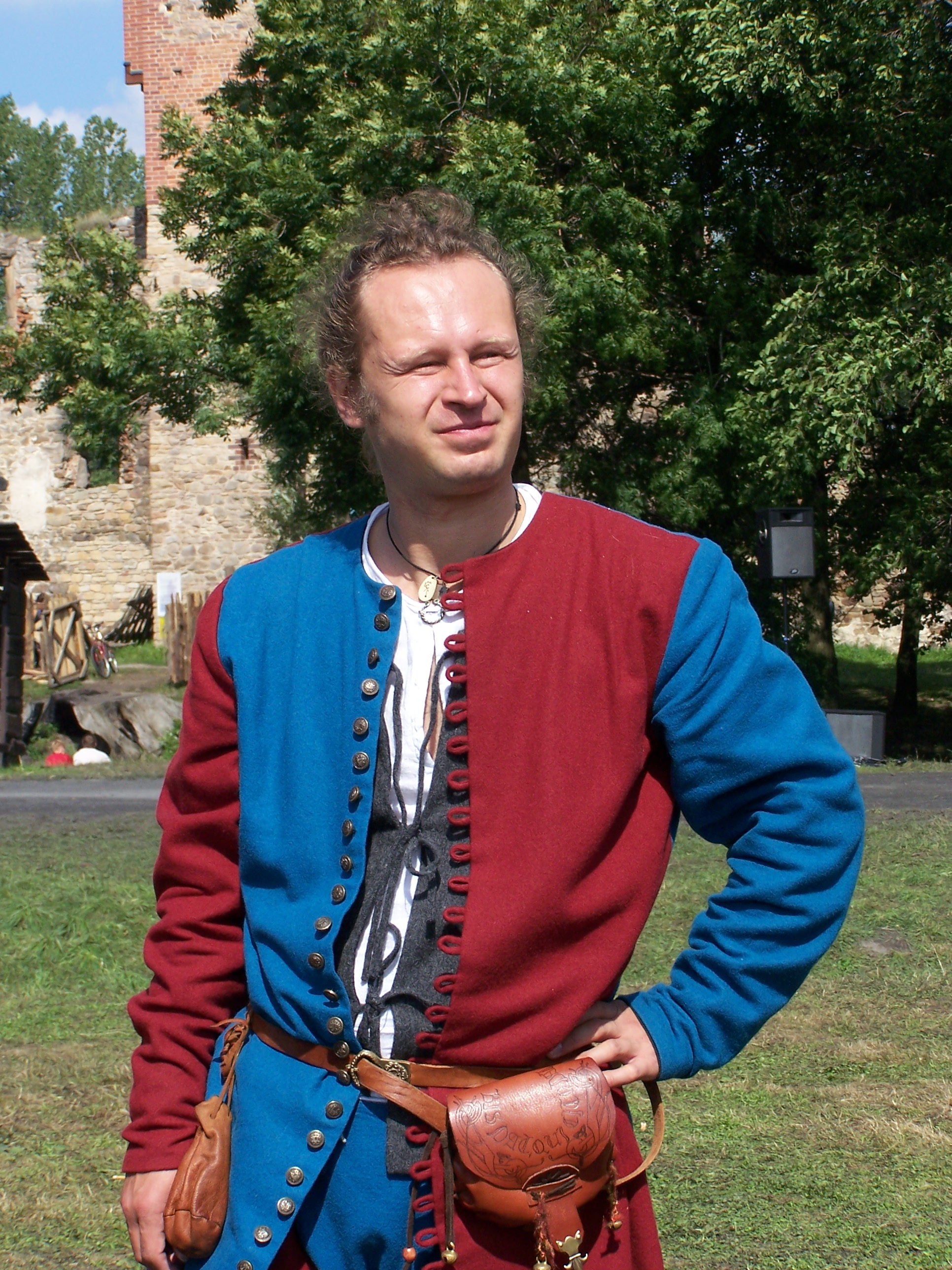
Фасон Mi-parti

Пьеса для симфонического оркестра была заказана польскому композитору Витольду Лютославскому для амстердамского оркестра Консертгебау. Она создавалась на протяжении 1975—1976 годов. Чистовой вариант произведения был закончен 15 июня 1976 года. Лютославский длительное время раздумывал над тем какое название подобрать. Одним из несколько вариантов могло быть название «англ. Summer Music» («Летняя музыка»). Считается, что, окончательное, французское название пьесы «Mi-parti» (мипарти — «разделённый пополам») происходит от костюма средневекового происхождения, разделённого разными цветами вертикально пополам. Этот принцип применялся также в геральдике. Позже, уже выйдя из повседневной моды, фасон мипарти сохранялся в качестве театрального и шутовского костюма. Согласно Лютославскому, избранное им заглавие указывает не на форму целого произведения, а на структуру музыкальных фраз, которые в его сочинении делятся цезурой на асимметричные половины. Однако позже, композитор признавался, что не стоит воспринимать эту аллюзию буквально, так как «Mi-parti» это просто понравившийся ему термин, на котором он остановил свой выбор, и только остановившись на нём, он стал искать варианты обоснования такого названия: «…на самом деле требовалось всего лишь такое слово, которое могло бы послужить чётким идентификатором данного сочинения».  
Первое исполнение прошло 22 октября 1976 года в Роттердаме под руководством самого композитора. Через два дня это произведение прозвучало в концерте в Амстердаме. 

## Анализ
Продолжительность исполнения сочинения составляет около 15 минут. Считается, что в самом названии пьесы содержится указание на его форму. Она разделена на две части, первая из которых выделяется своим размером на фоне другой. Кроме того, тематические фразы, в первую очередь в начальном разделе, заключает в себе две частицы «вторая из которых представляется „репликой“ на первую, не будучи её дословным повторением». Сам композитор пояснял принцип мелодического формообразования следующим образом: «Часто здесь музыкальные фразы состоят из двух частей, причём вторая из них при повторении выступает с каким-то новым элементом».
В начальном разделе пьесы царит идиллическое и умиротворённое настроение. Затем в характерной манере композитора процесс неторопливого развёртывания музыки нарушается и активизация оживлённого движения приводит к генеральной кульминации, за которой, после общего «оцепенения», наступает кода, построенная на общей гетерофонной бесконечной мелодии.

## Оркестр
3 флейты, 3 гобоя, 3 кларнета, 3 фагота, контрафагот, 4 валторны, 3 трубы, 3 тромбона, туба, ударные (колокола, маримба, ксилофон, колокольчики, тамтам, тарелки, вибрафон с электромотором), челеста, арфа, фортепиано, струнные.